# USS Mayo (DD-422)
USS Máyo (DD-422) (Корабль соединённых штатов «Ма́йо») — американский эсминец типа «Бенсон».
Заложен на ферфи Bethlehem Steel, Квинси 16 мая 1938 года. Заводской номер: 1471. Спущен на воду 26 марта 1940 года, вступил в строй 18 сентября 1940 года.
Выведен в резерв 18 марта 1946 года. Из состава ВМС США исключён 1 декабря 1971 года.
Продан 8 мая 1972 года фирме «Southern Scrap Materials Co. LTD.», Новый Орлеан и разобран на слом.

## Конструкция
Проектное стандартное водоизмещение составляло 1620 дл. тонн, нормальное — 2030, полное 2235, но эсминец был перегружен и для сохранения остойчивости имел 41 т балласта. Фактическое стандартное, нормальное и полное составляли 1911, 2281 и 2474 дл. тонн соответственно.

### Архитектурный облик
Чуть больше четверти корпуса занимал полубак, слегка поднимавшийся к форштевню.

### Энергетическая установка

#### Главная энергетическая установка
Четыре котла Babcock & Wilcox. Размещение ГЭУ — эшелонное.
Масса силовой установки: 694 дл. тонн.
Рабочее давление пара — 42,6 кгс/см² (42,1 атм.), температура — 399 °C.

#### Дальность плавания и скорость хода
Проектная мощность составляла 50 000 л. с., что должно было обеспечить скорость хода (при водоизмещении 2030 дл. тонн) в 35 узлов.
На испытаниях эсминец развил скорость 37,85 узла мощность 51 390 л. с. которая превзошла заявленную в спецификации, водоизмещение при этом составило 2065 дл. тонн.
Запас топлива хранился в топливных танках, вмещавших 458 дл. т мазута, что обеспечивало дальность плавания 5580 миль 15-узловым ходом или 3880 миль 20-узловым ходом.

### Вооружение
ГК состоял из пяти универсальных 127 мм/38 орудий, оснащенных системой управления огнём Марк 37. Орудия обладали скорострельностью 12 — 20 выстрелов в минуту.

#### Зенитное вооружение
Зенитное вооружение составляли десяти одиночных 12,7-мм пулемётов.

#### Торпедное вооружение
Торпедное вооружение включало в себя два 533-мм пятитрубных торпедных аппарата, управляемых с помощью директора Марк 27.

#### Противолодочное вооружение
Противолодочное вооружение состояло из гидролокатора, двух бомбосбрасывателей, 10 глубинных бомб.